# Suffrage féminin en Suisse

Manifestation en faveur du droit de vote des femmes (1959).

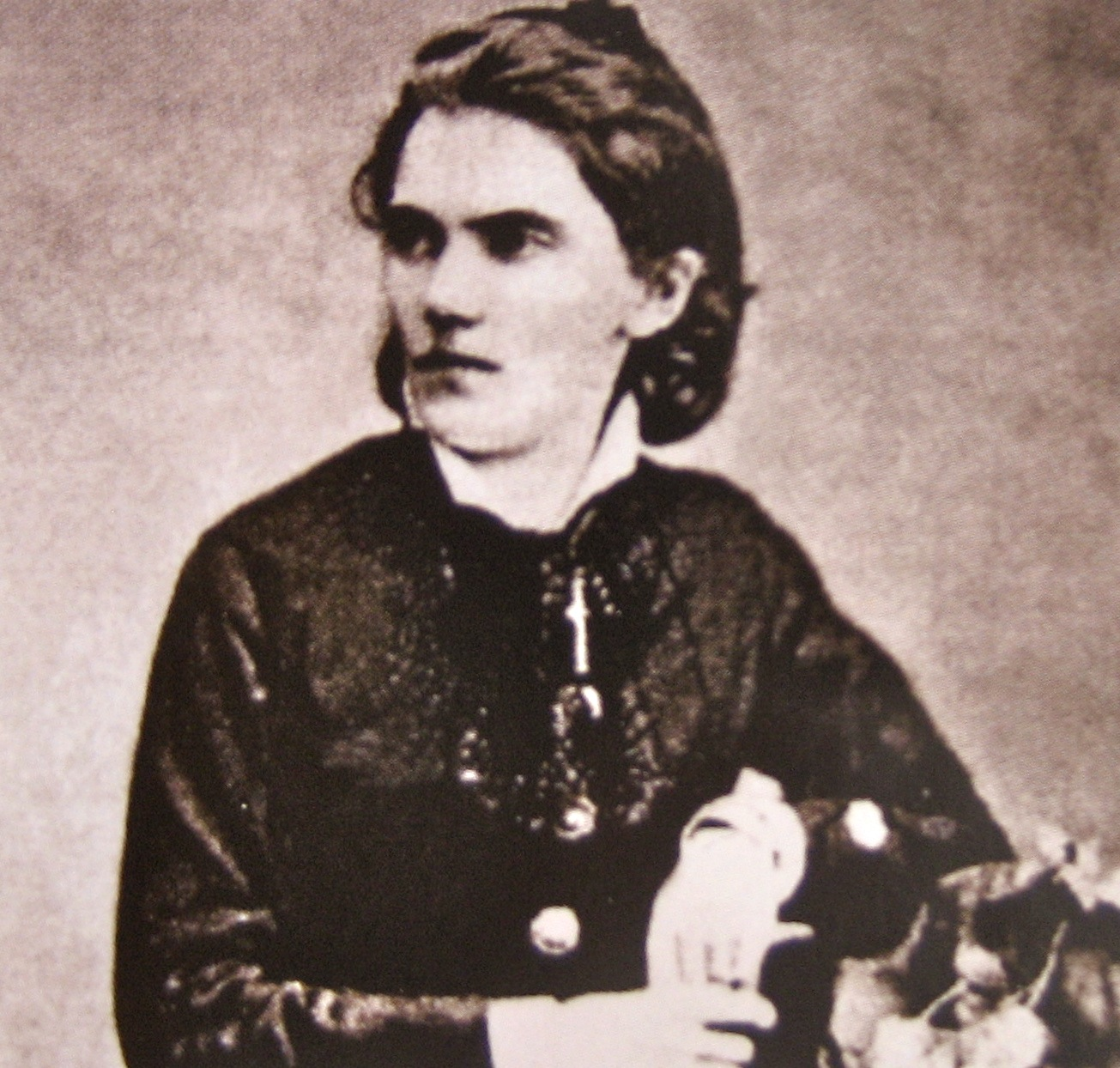
Meta von Salis.

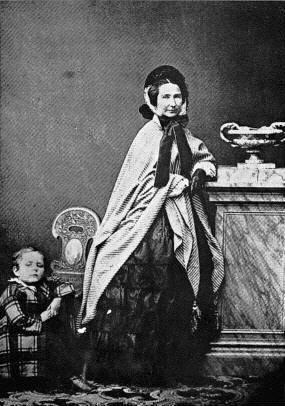
Marie Goegg-Pouchoulin.

Le suffrage féminin en Suisse est introduit au niveau fédéral suisse après la votation du 7 février 1971, ainsi qu'au niveau cantonal entre 1959 et 1990.

## Historique
Entre 1846 et 1847, 157 Bernoises lancent avec succès une pétition pour l’abolition de la curatelle des femmes dans le canton de Berne.

Résultats de la votation pour l'introduction du suffrage féminin en Suisse, le 7 février 1971.

La constitution de 1848, qui est à l'origine de la Suisse moderne, proclame l'égalité en droit de tous les êtres humains (en allemand Menschen) mais n'inclut pas explicitement les femmes dans cette égalité. Les lois qui suivent cette constitution inscrivent cependant fermement les femmes dans une situation d'infériorité juridique.
De 1860 à 1874, les premiers mouvements féministes s'organisent et, lors des débats précédant la première révision constitutionnelle de 1874, les droits politiques des femmes font l'objet de nombreuses discussions. Malgré tout, la nouvelle constitution n'apporte aucune amélioration dans ce sens. En 1886, une première pétition est présentée à l'Assemblée fédérale par un groupe de femmes emmenées par Marie Goegg-Pouchoulin. L'attention attirée par cette initiative débouche[réf. nécessaire] sur le premier article sur les revendications des femmes dans un grand quotidien, Ketzerische Neujahrsgedanken einer Frau de Meta von Salis publié en 1887 par la Züricher Post. La même année, Émilie Kempin-Spyri réclame devant le Tribunal fédéral le droit de devenir avocate, mais sa demande est rejetée.
En 1894, von Salis organise dans les principales villes suisses des réunions sur le thème du droit de vote des femmes. Ses conférences ont peu de succès et elle doit souvent faire face à de nombreuses manifestations d'hostilité. Deux ans plus tard, en 1896, se tient à Genève le premier Congrès suisse pour les intérêts féminins. De nombreux orateurs masculins appellent à l'alliance entre hommes et femmes et, en même temps, à la modération des revendications. L'importance que prennent ces revendications dans le débat public débouche sur la création de la première commission parlementaire sur la question féminine.
En 1909 est fondée l'Association suisse pour le suffrage féminin (ASSF) qui deviendra, en 1971, l'Association pour les droits de la femme (ADF),. En 1912, le Parti socialiste suisse se prononce en faveur de l'octroi du droit de vote aux femmes, premier parti politique à le faire. La revendication est reprise par le comité d'Olten en 1918.
En 1928 et en 1958 se tient une grande exposition sur le travail féminin, la SAFFA. Bien que l'obtention du droit de vote n'en soit pas l'objectif affiché, l'exposition y contribue selon Elisabeth Pletscher, qui œuvre quelques années plus tard pour l'obtention du droit de vote des femmes dans le canton d'Appenzell.

### Niveau cantonal

Premier vote ouvert aux femmes dans le canton de Zurich, en 1964.
Le scrutin portait sur une question religieuse ; les femmes ont obtenu le droit de vote en novembre 1970 dans le canton de Zurich.

C'est au niveau cantonal qu'a lieu le tout premier vote féminin, en 1957 dans la commune valaisanne d'Unterbäch,. Une votation populaire est organisée sur la participation des femmes à la protection civile ; plusieurs communes annoncent alors que les femmes pourront se prononcer à titre consultatif. La commune d'Unterbäch, s'appuyant sur un avis de droit d'un juge fédéral, décide toutefois que le vote des femmes sera compté comme celui des hommes. Bien que le Conseil d'État ait finalement ordonné que sa valeur soit seulement consultative, il s'agit du premier réel vote féminin.

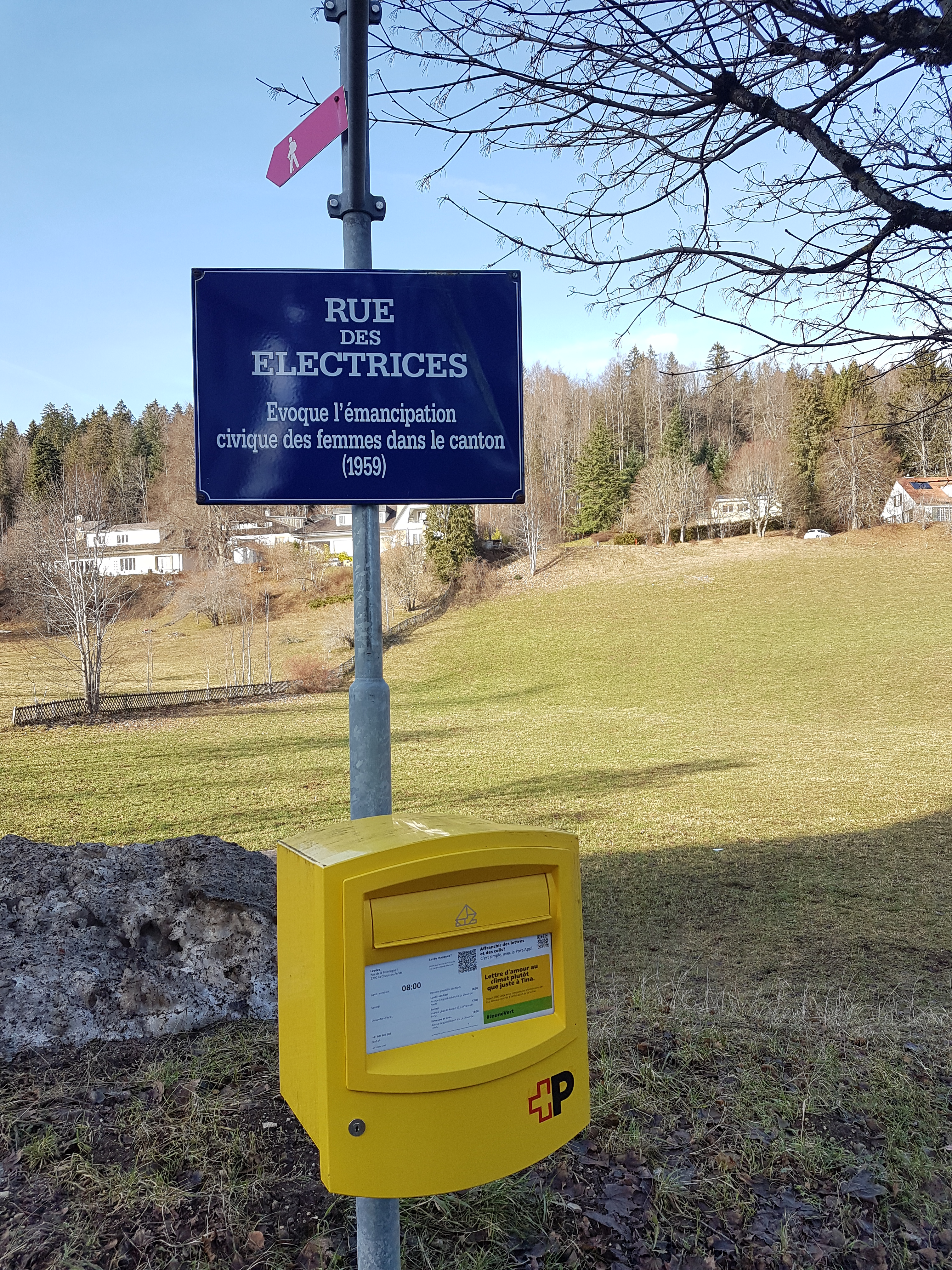
Plaque toponymique (rue des Électrices) à La Chaux-de-Fonds qui commémore « l'émancipation civique des femmes dans le canton ».

Il faut attendre 1959 pour que les premiers cantons (Vaud, Neuchâtel puis Genève) introduisent le suffrage féminin, ; 13 ans de plus sont nécessaires pour que ce droit soit généralisé à l'ensemble des cantons, à l'exception des deux cantons d'Appenzell. L'élection de femmes à des exécutifs se fera lentement, en commençant dans les communes rurales. Après Renée Pellet, Simone Zürcher est élue adjointe au maire dans la commune de Choulex, lors des élections municipales en avril 1963 ; elle est alors la seule femme à un exécutif. En 1968, Lise Girardin devient maire de Genève, la première femme élue à la tête d’une commune en Suisse. En 1983, Hedi Lang siège pour la première fois à un exécutif cantonal, à Zurich.
En 1989, la Landsgemeinde d’Appenzell Rhodes-Extérieures décide d'accorder les droits de citoyen à l’échelle cantonale aux femmes.
Dans le canton d'Appenzell Rhodes-Intérieures, les électeurs refusent le suffrage féminin à une forte majorité lors des scrutins fédéraux de 1959 et 1971, à 95 % (105 oui et 2 050 non) et 71 % (574 oui et 1 411 non) respectivement, soit les taux de refus les plus élevés parmi tous les cantons suisses. Au niveau cantonal, la Landsgemeinde exclusivement masculine refuse ce droit en 1973, 1982 et le 28 avril 1990.
Dans un arrêt du 27 novembre 1990 dans la cause Theresia Rohner et consorts contre Appenzell Rhodes-Intérieures, le Tribunal fédéral juge anticonstitutionnel le suffrage exclusivement masculin pratiqué dans le demi-canton d'Appenzell Rhodes-Intérieures ; le principe de l'égalité entre femmes et hommes garanti par la Constitution fédérale commande en effet d'interpréter la Constitution appenzelloise de telle sorte que le suffrage féminin soit également possible.

#### Chronologie de l'introduction du suffrage féminin au niveau cantonal
| Date              | Canton                                                                      |
| ----------------- | --------------------------------------------------------------------------- |
| 1er février 1959  | Vaud (scrutin cantonal jumelé au scrutin fédéral)                           |
| 27 septembre 1959 | Neuchâtel                                                                   |
| 6 mars 1960       | Genève                                                                      |
| 26 juin 1966      | Bâle-Ville                                                                  |
| 23 juin 1968      | Bâle-Campagne                                                               |
| 19 octobre 1969   | Tessin                                                                      |
| 12 avril 1970     | Valais                                                                      |
| 25 octobre 1970   | Lucerne                                                                     |
| 15 novembre 1970  | Zurich                                                                      |
| 7 février 1971    | Argovie, Fribourg, Schaffhouse et Zoug (en même temps qu'au niveau fédéral) |
| 2 mai 1971        | Glaris                                                                      |
| 6 juin 1971       | Soleure                                                                     |
| 12 décembre 1971  | Berne, Thurgovie                                                            |
| 23 janvier 1972   | Saint-Gall                                                                  |
| 30 janvier 1972   | Uri                                                                         |
| 5 mars 1972       | Schwytz et les Grisons                                                      |
| 30 avril 1972     | Nidwald                                                                     |
| 24 septembre 1972 | Obwald                                                                      |
| 20 mars 1977      | Jura[réf. nécessaire]                                                       |
| 30 avril 1989     | Appenzell Rhodes-Extérieures                                                |
| 27 novembre 1990  | Appenzell Rhodes-Intérieures (par décision du Tribunal fédéral)             |

### Niveau fédéral
Le 22 février 1957, le Conseil fédéral publie un message à l'Assemblée fédérale sur l'institution du suffrage féminin en matière fédérale. En juin 1958, l'Assemblée fédérale se prononce sur le projet et décide de le soumettre au vote populaire, par 26 voix contre 12 au Conseil des États et 96 contre 43 au Conseil national. 

Résultats de la votation populaire du 1er février 1959 sur l'introduction du suffrage féminin au niveau fédéral

La votation populaire se déroule le 1er février 1959. L'introduction du suffrage féminin est rejetée par le peuple (33 % pour / 67 % contre) et par les cantons (3 cantons pour / 16 cantons et 6 demi-cantons contre). Seuls les cantons de Vaud, Neuchâtel et Genève  se sont prononcés en faveur du projet. Au niveau des partis, le Parti socialiste, le Parti suisse du travail et l'Alliance des indépendants avaient recommandé d'accepter le projet alors que l'Union démocratique du centre en avait recommandé le rejet. Les libéraux-radicaux et les démocrates-chrétiens avaient laissé la liberté de vote.
Le suffrage féminin est finalement introduit après avoir été accepté lors d'une seconde votation, le 7 février 1971 par 65,7 % des votants, soit dans une proportion exactement inverse à celle constatée lors de la votation du 1er février 1959 (refusé à 2 contre 1).
Le film suisse L'Ordre divin ou Les Conquérantes, de Petra Volpe (2017), retrace la mobilisation des femmes d'un village suisse, y compris par la grève, en vue de la votation du 7 février 1971 qui a institué le vote féminin au niveau fédéral.
Le premier vote fédéral auquel les femmes ont pu participer sont les élections fédérales suisses de 1971, qui se sont déroulées le 31 octobre.

#### Les premières femmes élues en 1971

Elisabeth Blunschy (PDC/SZ).
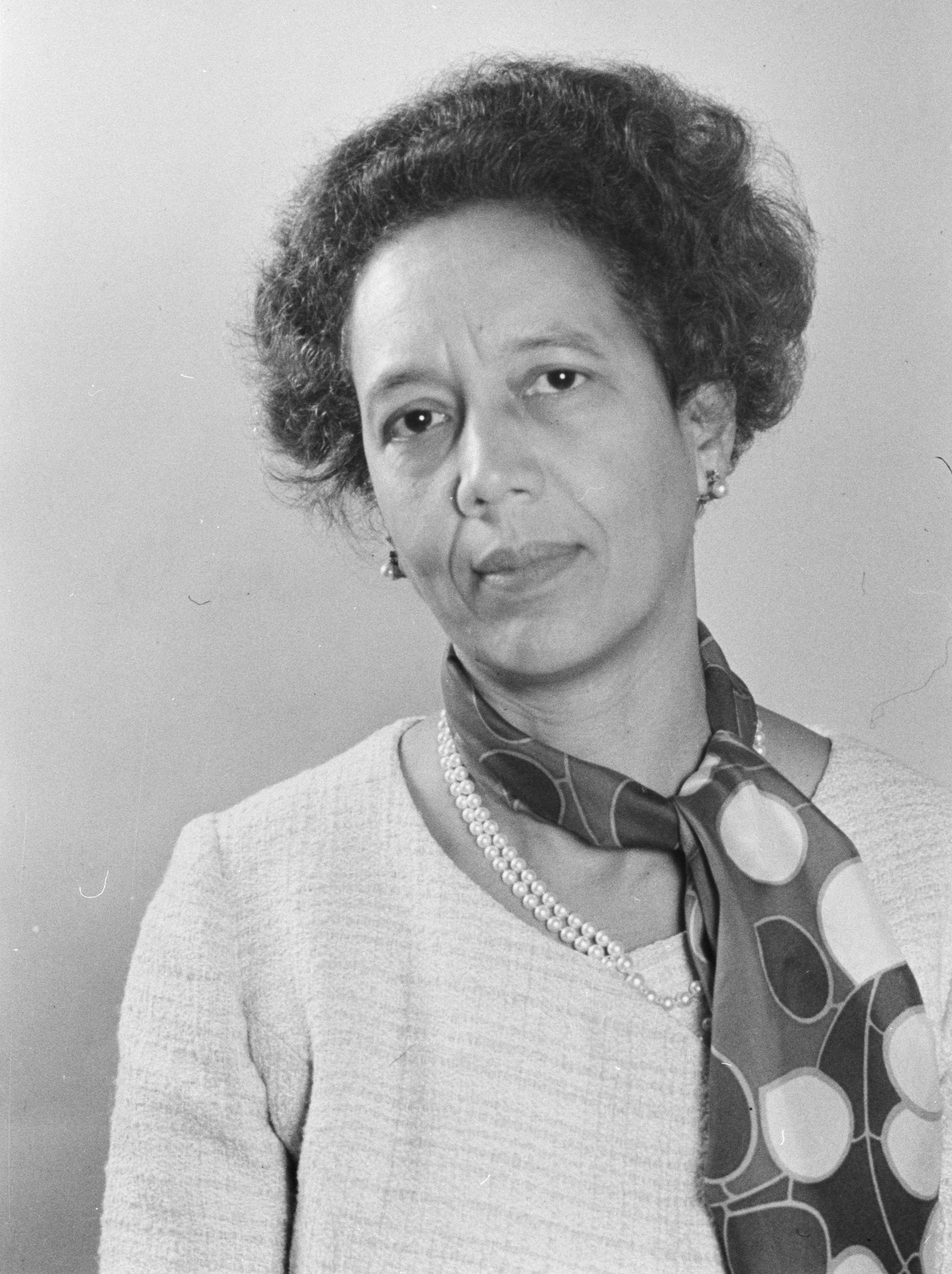
Tilo Frey (PRD/NE).
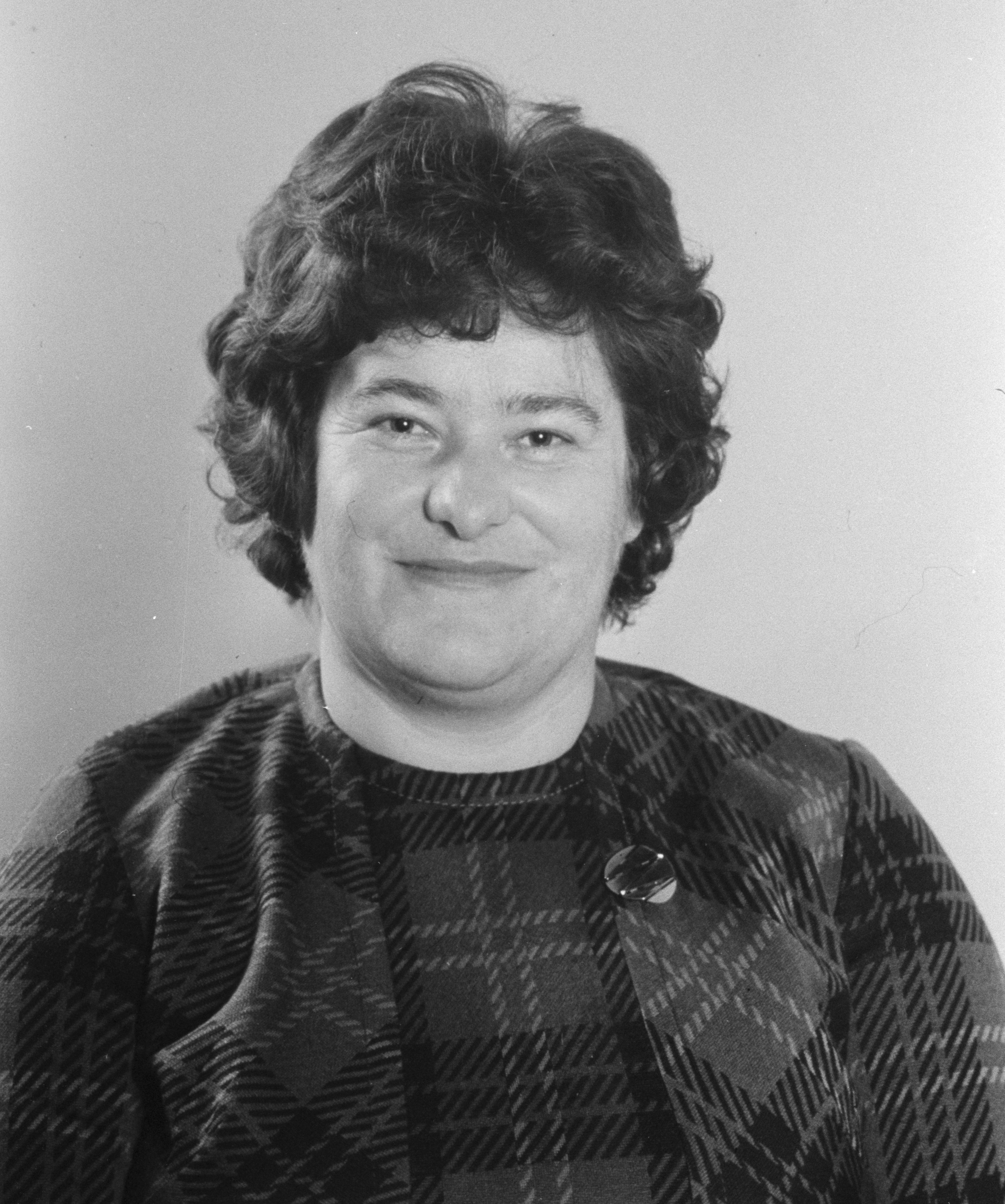
Hedi Lang (PS/ZH).
Josi Meier (PDC/LU).
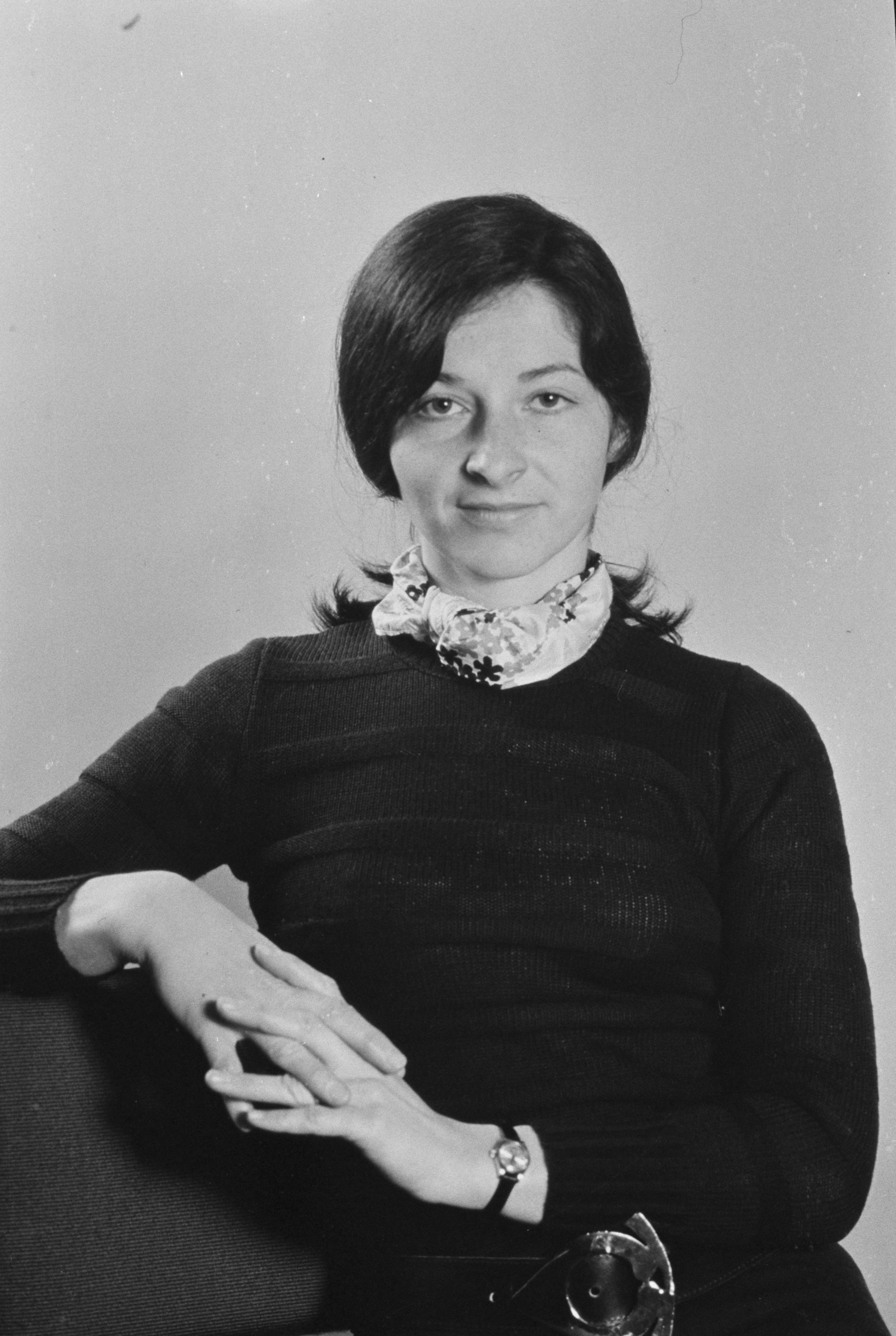
Gabrielle Nanchen (PS/VS).
Martha Ribi (PLS/ZH).
Hanna Sahlfeld-Singer (PS/SG).
Liselotte Spreng (PRD/FR).
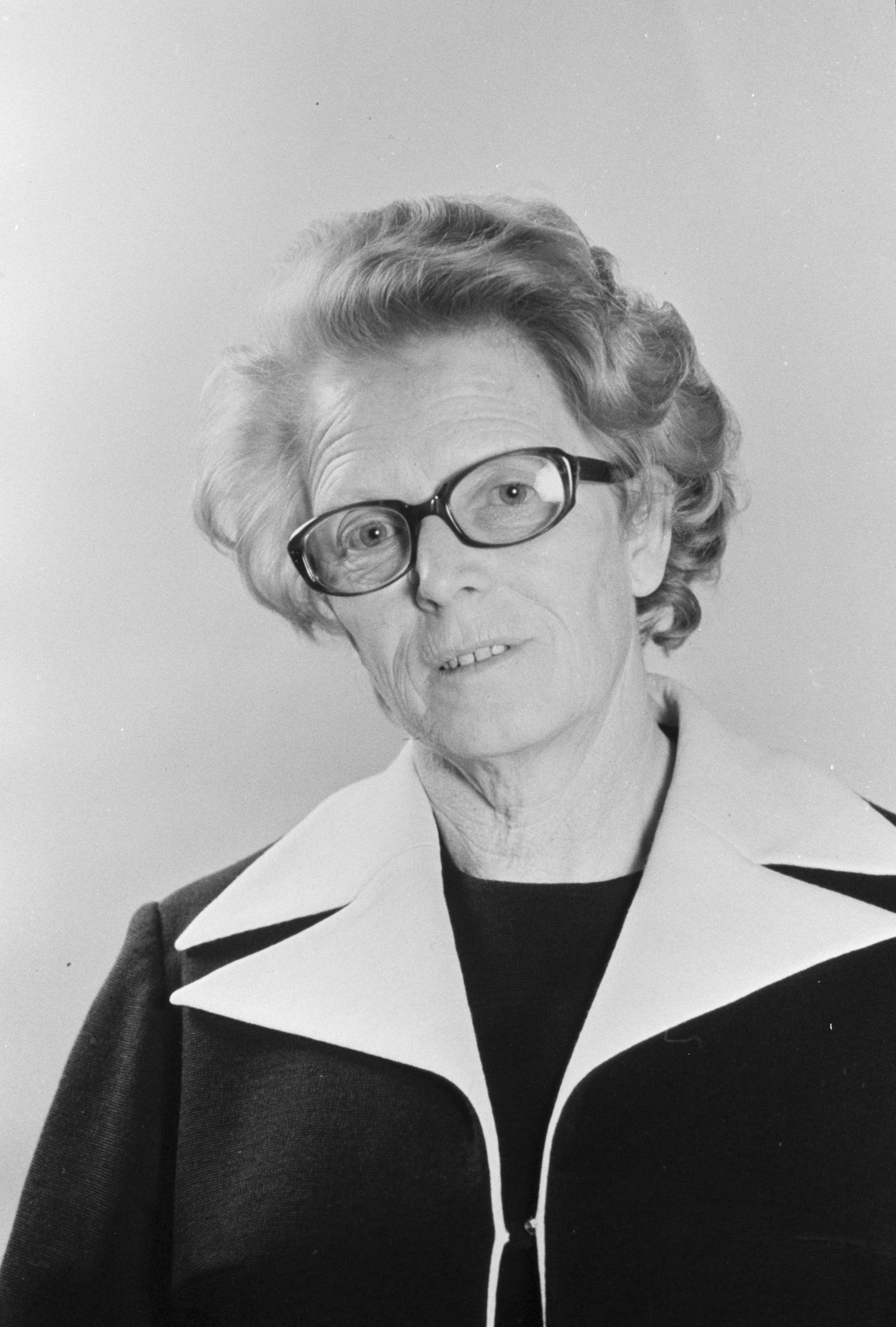
Hanny Thalmann (PDC/SG).
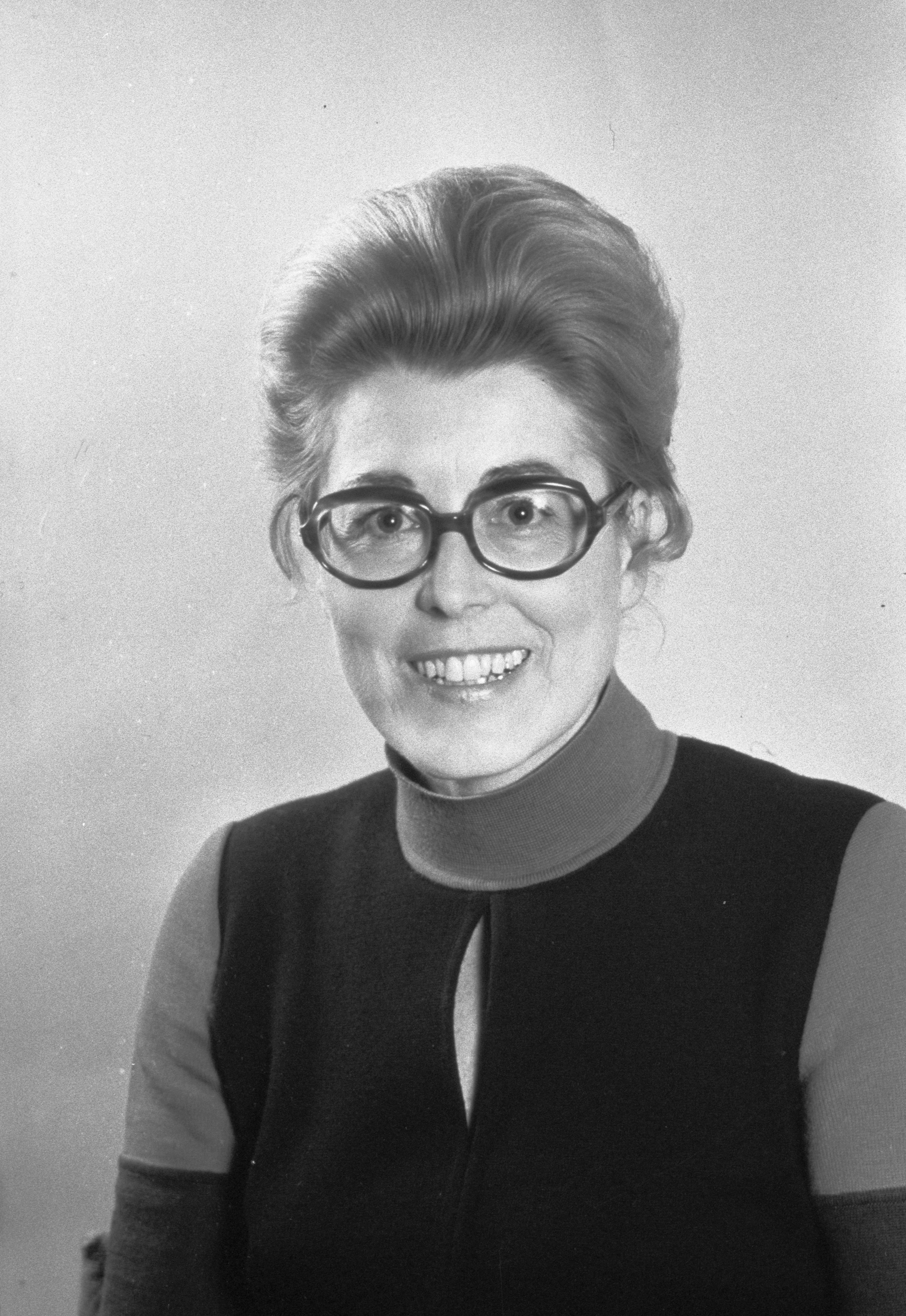
Lilian Uchtenhagen (PS/ZH).
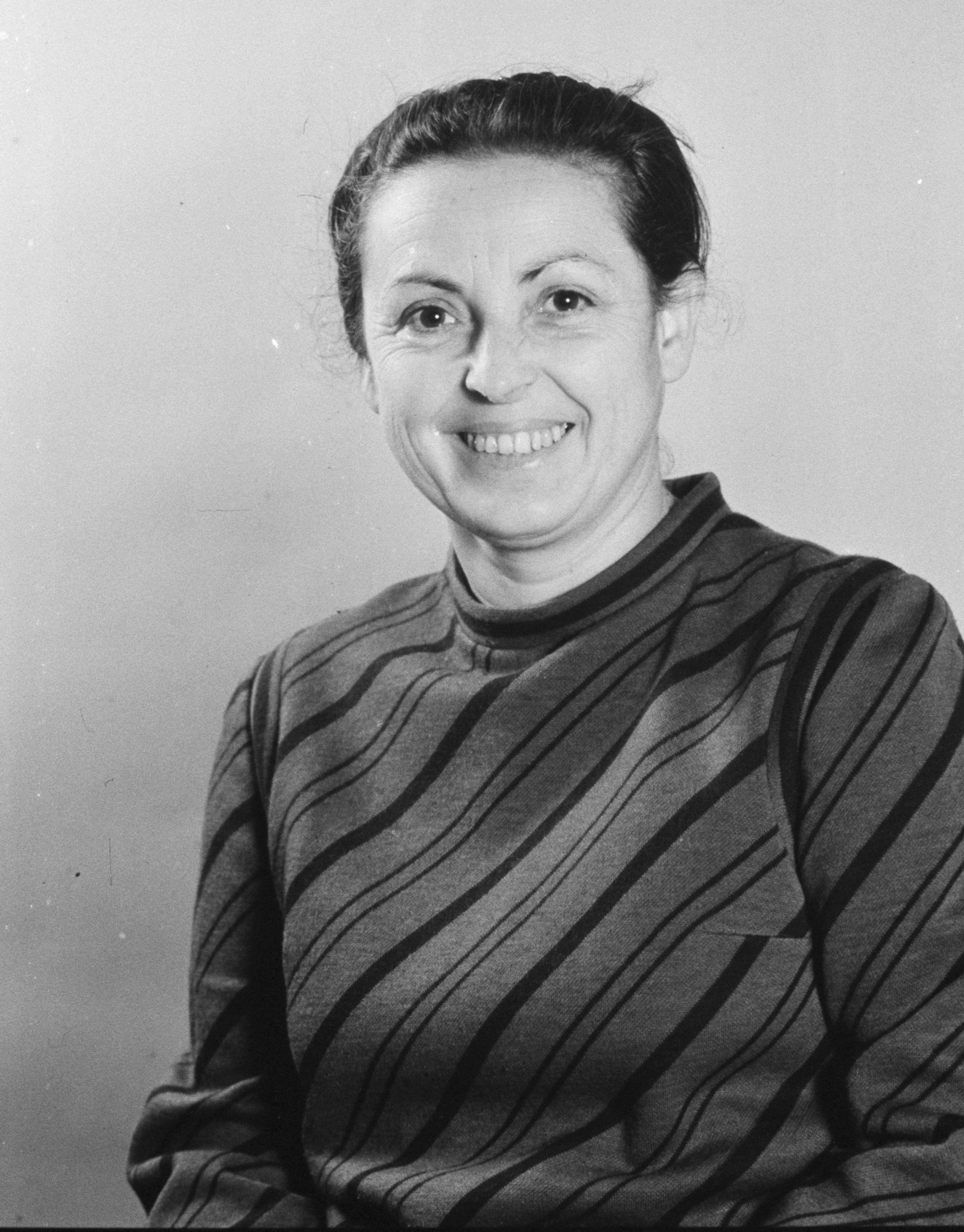
Nelly Wicky (PST/GE).
Lise Girardin (PRD/GE).

L'adoption du suffrage féminin a permis à la Suisse d'adhérer à la Convention européenne des droits de l'homme (ratifiée par l'Assemblée fédérale en 1974). Au-delà de la volonté populaire, exprimée notamment lors de manifestations et dans les instances cantonales, cette possibilité pourrait avoir été une motivation supplémentaire du Conseil fédéral en faveur de cette mesure,.

### Représentation des femmes dans les instances politiques
La votation populaire du 7 février 1971 prononce également l'éligibilité des femmes aux élections nationales.

### Assemblée fédérale
Le nombre de femmes au Conseil national passe de 10 à 52 sur 200 de 1971 à 2003, et de 1 à 11 sur 46 au Conseil des États pendant la même période. En juin 2005, il y a 53 femmes au Conseil national (à la suite de remplacements). Après les élections fédérales du 18 octobre 2015, 64 femmes siègent au Conseil national (32 % des sièges) et sept au Conseil des États (15,2 % des sièges).
Les élections fédérales de 2019 marquent plusieurs records : 84 femmes sont élues au Conseil national (42,0 % des sièges et progression de 30 % par rapport aux élections de 2015) et 12 au Conseil des États (26,1 % des sièges et +5 femmes par rapport à 2015). La Suisse fait alors un bond de 21 places au classement de l'Union interparlementaire en passant de la 38e à la 17e place mondiale et de la 17e à la 6e place des pays d'Europe continentale en ce qui concerne le nombre de femmes élues dans un parlement national.

### Conseil fédéral
Sur les sept membres du Conseil fédéral, il y a une femme de 1984 à 1989 (Elisabeth Kopp) puis de 1993 à 1999 (Ruth Dreifuss). Ce nombre passe à deux entre 1999 et 2003 (Ruth Dreifuss et Ruth Metzler-Arnold), puis retombe à un (Micheline Calmy-Rey) avec la non-réélection de Ruth Metzler-Arnold. Depuis l'élection de Doris Leuthard en 2006, il est de nouveau de deux, puis trois depuis le 1er janvier 2008 avec l'arrivée d'Eveline Widmer-Schlumpf. L'élection de Simonetta Sommaruga le 22 septembre 2010 est un pas symbolique car pour la première fois le gouvernement, composé alors de quatre femmes et de trois hommes, est à majorité féminine : la Confédération fait alors partie pendant un an des rares pays (Finlande, Norvège, Espagne et Cap-Vert) ayant à cette date une majorité de femmes au gouvernement. Le nombre de femmes siégeant au Conseil fédéral redescend à trois en 2011, puis à deux à la suite de l'élection du 9 décembre 2015. Il remonte à trois lors de l'élection du 5 décembre 2018.

### Tribunal fédéral
Une première femme est élue juge au Tribunal fédéral en 1974 ; il s'agit de la socialiste Margrith Bigler-Eggenberger.
Lors du renouvellement intégral du 29 septembre 2020, le parlement élit ou réélit 37 juges fédéraux, dont 14 femmes (soit 38 %).